# Велике Ведмеже озеро

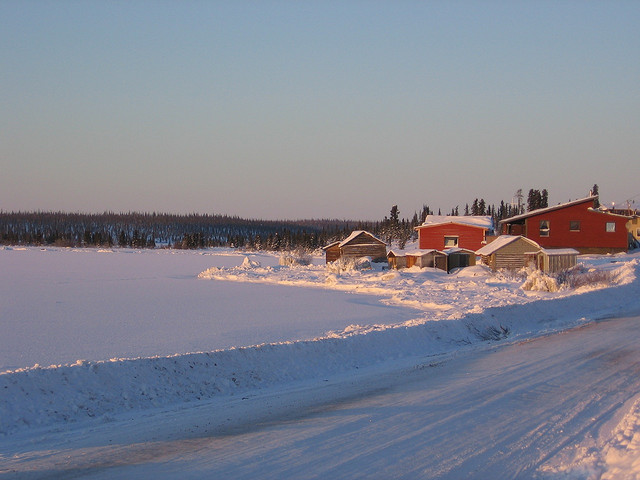
Селище Делайн взимку

Вели́ке Ведме́же о́зеро (англ. Great Bear Lake) — найбільше з канадських озер, яке цілком розташоване на території Канади (лише озера Верхнє та Гурон більші — проте частково вони у США). Розташоване в Північно-Західніх територіях Канади на висоті 156 м. Численні півострови; озеро замерзає на 8 місяців; розвинені рибальство, судноплавство.
Це найбільше озеро в Канаді, 4-те за розміром у Північній Америці і 8-ме — у світі. Озеро розташовується за північним полярним колом, між 65° і 67° пн. ш. і 118° і 123° зх. д., на рівні 156 м над рівнем моря.
Озеро має дренування через Велику Ведмежу річку (Сахту Де) в річку Маккензі. Єдині поселення на озері — Делайн (Deline) на південно-західному узбережжі.
Індіанська народність Сахту має самоназву за озером.

## Географія
Площа озера становить 31 153 км², а обсяг — 2236 км³. Його максимальна глибина становить 446 м, а середня глибина — 71,7 м. Довжина берегової лінії складає 2719 км, а площа водозбірного басейну озера — 114 717 км². Велике Ведмеже озеро покрито льодом з кінця листопада по липень.
Озеро відоме своєю винятковою прозорістю. Полярний дослідник Джон Франклін писав у 1828 році, що біла ганчірка, опущена у воду, не зникала, поки не досягла глибини 15 фатомів (27 м).

## Рукави
Велике Ведмеже озеро включає в себе рукави Арм-Сміт (північний захід), Діс-Арм (північний схід), Мак-Тавіш-Арм (південний схід), МакВікар-Арм (південь) і Кіт-Арм (південний захід). Селище Делайн розташований на рукаві Кіт-Арм, поруч із витоком Великої Ведмежої річки, яка тече на захід і впадає в Маккензі.

## Притоки
Річки, що впадають в Велике Ведмеже озеро:
- Вайтфіш,
- Біг-Спрус,
- Голдейн,
- Блуді,
- Слоун,
- Дизелі,
- Джонні-Гоу.

## Геологія
Озеро має льодовиково-тектонічне походження, розташовано на західній околиці докембрійського виступу Канадської платформи. Посередині проходить Північне полярне коло.
Наприкінці останнього Вісконсинського зледеніння (30—10 тис. років до н. е.) приблизно тут проходив край Лаврентійського льодовикового щита, який перегороджував стікання на північ річкам. Коли льодовик почав відступати, у тектонічному зниженні спочатку утворилося величезне Льодовикове озеро Макконнелл (з максимальною площею поверхні 210 000 км² досягнуто 8500 до н. е.).
У 6300 або між 7000 і 6000 до н. е., по руйнації льодовикової греблі, остаточно, на його тлі, при величезному падінні рівня води було утворено в улоговинах сьогоденні Велике Невільниче, Атабаска і Велике Ведмеже озера. Усі вони прісноводні й стічні, мають вихід у Північний Льодовитий океан через велику північну річку Маккензі (перше — через річку Велика Ведмежа, останнє — через річку Невільничу, що впадає у Велике Невільниче озеро, а воно саме є витоком Маккензі).

## Видобуток корисних копалин
У 1900 році було відкрито родовища ураново-радієвих, а також залізних, кобальтових і мідних руд в околицях нині покинутого Порт-Радіум на західному березі озера. Видобуток срібла (відкрито 1930 року), міді, урану і, на той час, виключно цінного рідкісного елемента радію почалася тридцять років потому.
У 1936 році всі ці шахти і селище було вирішено назвати Порт-Радіум. У 1940 році їх закрили, і всі шахтарі, що працювали вахтовим методом, роз'їхалися, залишилося тільки кілька місцевих родин. Але в 1942 році шахти знову відкрили — вже не заради радію для медицини, а для видобутку урану у військових цілях. У шахті Ельдорадо-Бей в 1942—1960 рр. видобували уран, потім у ній і Еко-Бей добували срібло в 1964—1982 рр.
Коли родовища остаточно вичерпалися, шахти закрили і практично всі будови спалили. У 2007 році уряд знищив всі залишки інфраструктури, і зараз від селища Порт-Радіум практично нічого не залишилося. Але залишилися наслідки опромінення людей і зараження місцевості.

## Клімат
| Клімат Великого Ведмежего озера (Аеропорт Ділайн)               | Клімат Великого Ведмежего озера (Аеропорт Ділайн) | Клімат Великого Ведмежего озера (Аеропорт Ділайн) | Клімат Великого Ведмежего озера (Аеропорт Ділайн) | Клімат Великого Ведмежего озера (Аеропорт Ділайн) | Клімат Великого Ведмежего озера (Аеропорт Ділайн) | Клімат Великого Ведмежего озера (Аеропорт Ділайн) | Клімат Великого Ведмежего озера (Аеропорт Ділайн) | Клімат Великого Ведмежего озера (Аеропорт Ділайн) | Клімат Великого Ведмежего озера (Аеропорт Ділайн) | Клімат Великого Ведмежего озера (Аеропорт Ділайн) | Клімат Великого Ведмежего озера (Аеропорт Ділайн) | Клімат Великого Ведмежего озера (Аеропорт Ділайн) | Клімат Великого Ведмежего озера (Аеропорт Ділайн) |
| Показник                                                        | Січ.                                              | Лют.                                              | Бер.                                              | Квіт.                                             | Трав.                                             | Черв.                                             | Лип.                                              | Серп.                                             | Вер.                                              | Жовт.                                             | Лист.                                             | Груд.                                             | Рік                                               |
| Абсолютний максимум, °C                                         | 2,5                                               | 1,0                                               | 4,0                                               | 16,0                                              | 22,5                                              | 29,3                                              | 31,0                                              | 32,0                                              | 23,5                                              | 20,8                                              | 4,8                                               | 3,3                                               | 32,0                                              |
| Середній максимум, °C                                           | −20,9                                             | −18,5                                             | −13,9                                             | −1,9                                              | 7,4                                               | 16,8                                              | 19,4                                              | 16,6                                              | 10,2                                              | −0,8                                              | −11,5                                             | −17,6                                             | −1,2                                              |
| Середня температура, °C                                         | −25                                               | −23,2                                             | −19,5                                             | −7,7                                              | 2,5                                               | 10,7                                              | 13,3                                              | 11,2                                              | 5,7                                               | −3,9                                              | −15,4                                             | −22                                               | −6,1                                              |
| Середній мінімум, °C                                            | −28,9                                             | −27,8                                             | −25,1                                             | −13,6                                             | −2,5                                              | 4,4                                               | 7,2                                               | 5,8                                               | 1,3                                               | −7                                                | −19,2                                             | −26,3                                             | −11                                               |
| Абсолютний мінімум, °C                                          | −49,1                                             | −43,3                                             | −43,3                                             | −35                                               | −23,3                                             | −4                                                | −1,8                                              | −4,9                                              | −13,3                                             | −29,7                                             | −37,4                                             | −43                                               | −49,1                                             |
| Норма опадів, мм                                                | 10.3                                              | 11.2                                              | 10.3                                              | 10.1                                              | 14.8                                              | 24.3                                              | 40.3                                              | 43.2                                              | 39.5                                              | 31.1                                              | 21.7                                              | 11.9                                              | 268.7                                             |
| Днів з опадами                                                  | 5,4                                               | 6,8                                               | 7,5                                               | 3,9                                               | 6,1                                               | 8,0                                               | 10,4                                              | 12,3                                              | 12,4                                              | 12,4                                              | 10,1                                              | 7,2                                               | 102,4                                             |
| Днів з дощем                                                    | 0,0                                               | 0,0                                               | 0,0                                               | 0,2                                               | 4,5                                               | 8,0                                               | 10,4                                              | 12,3                                              | 11,8                                              | 2,4                                               | 0,1                                               | 0,0                                               | 49,7                                              |
| Днів зі снігом                                                  | 6,7                                               | 7,5                                               | 9,4                                               | 4,2                                               | 1,7                                               | 0,1                                               | 0,0                                               | 0,0                                               | 0,9                                               | 10,5                                              | 11,4                                              | 8,9                                               | 61,4                                              |
| Вологість повітря, %                                            | 74.9                                              | 76.1                                              | 76.7                                              | 75.0                                              | 63.0                                              | 54.5                                              | 58.2                                              | 62.1                                              | 65.7                                              | 82.6                                              | 82.5                                              | 76.1                                              | 70.6                                              |
| --------------------------------------------------------------- | ------------------------------------------------- | ------------------------------------------------- | ------------------------------------------------- | ------------------------------------------------- | ------------------------------------------------- | ------------------------------------------------- | ------------------------------------------------- | ------------------------------------------------- | ------------------------------------------------- | ------------------------------------------------- | ------------------------------------------------- | ------------------------------------------------- | ------------------------------------------------- |
| Джерело: Environment Canada, Canadian Climate Normals 1981–2010 |                                                   |                                                   |                                                   |                                                   |                                                   |                                                   |                                                   |                                                   |                                                   |                                                   |                                                   |                                                   |                                                   |

## Галерея

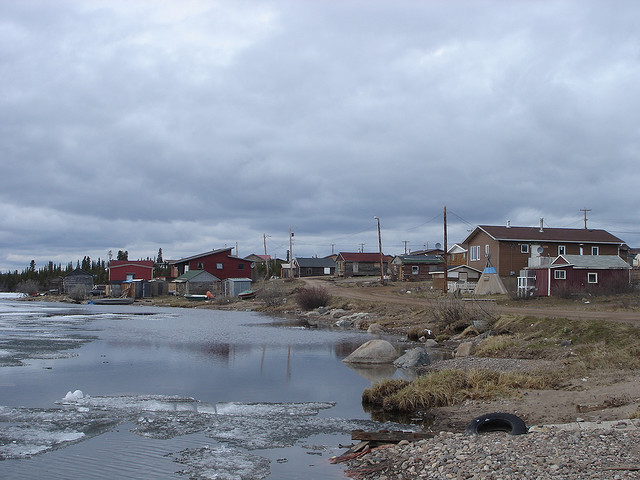
Берег затоки Кіт-Арм Великого Ведмежого озера в селищі Делайн (колишній Форт-Франклін)
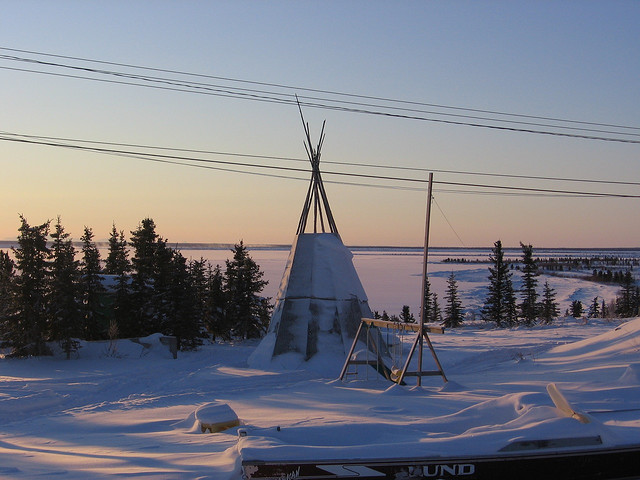
Вігвам у Делайні
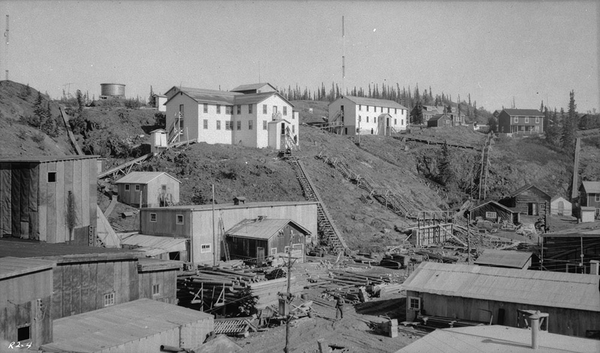
Шахта Ельдорадо на Великому Ведмежому озері, серпень 1944 року
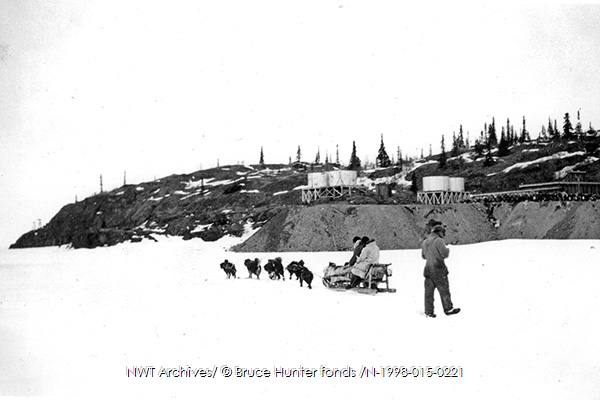
Собача упряжка біля Порт-Радіум
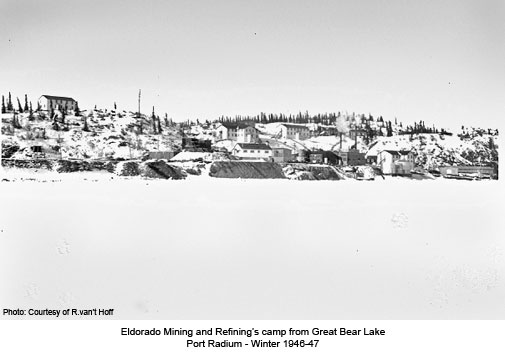
Порт-Радіум, зима 1946—1947 років